# Staschwitz
Staschwitz ist ein Ortsteil der Ortschaft Langendorf in der Gemeinde Elsteraue im Burgenlandkreis (Sachsen-Anhalt). Der Ort wurde 1950 nach Langendorf eingemeindet. Zusammen mit diesem und dem Ortsteil Döbitzschen wurde 2003 mit neun weiteren bis dahin selbstständigen Orten die Gemeinde Elsteraue gegründet.

## Geografie
Staschwitz liegt im Meuselwitz-Altenburger Braunkohlerevier unweit des Dreiländerecks zwischen Sachsen-Anhalt, Sachsen und Thüringen. Staschwitz grenzt dort an das Naturschutzgebiet Phönix-Nord, welches aus dem ehemaligen Tagebau Phönix entstand. Durch Staschwitz fließt der „Staschwitzer Graben“, ein Nebenfluss der Rietzscke.
Das Restloch Staschwitz liegt nordöstlich der Ortschaft und entstand aus dem Tagebau Phönix-Mumsdorf (1905–1929).
Staschwitz grenzt im Norden an die Ortsteile Döbitzschen und Langendorf, im Osten an Falkenhain und im Süden an Mumsdorf (beides Ortsteile von Meuselwitz, Thüringen) und im Westen an die Ortschaft Krimmitzschen.

## Geschichte

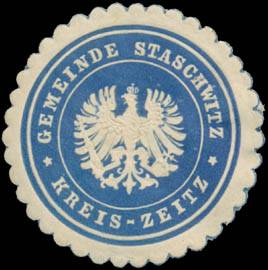
Siegel der Gemeinde Staschwitz im Kreis Zeitz, zwischen 1850 und 1901

Staschwitz wurde erstmals im Jahr 1154 urkundlich erwähnt. Geprägt wurde der Ort durch das Rittergut, welches bis 1839 im Besitz des Adelsgeschlechts Minckwitz war. 1717 erbauten die Besitzer zusätzlich eine Schenke mit einem Malz- und Brauhaus. Zwischen 1962 und 1967 wurden die Gebäude umgebaut und bis 1992 weiter als Gaststätte genutzt. Seither stehen sie leer und verfallen. In den 1960er Jahren erlebte der Ort durch das auf Staschwitzer Flur gebaute Kraftwerk Mumsdorf einen Aufschwung, das am 30. Juni 2013 seinen Betrieb jedoch einstellte. Staschwitz ist heute vor allem für die Landwirtschaft von Bedeutung. Zudem ist Staschwitz einer der wenigen Orte, die bis heute einen Tante-Emma-Laden haben.

## Persönlichkeiten
- Hans Rudolph von Minckwitz (1637–1702),  Generalleutnant und Gouverneur zu Leipzig;  Erbherr auf Staschwitz
- Wilhelm von Minckwitz (1837–1922), sächsischer General der Infanterie und Generaladjutant des sächsischen Königs